# Danna Paola

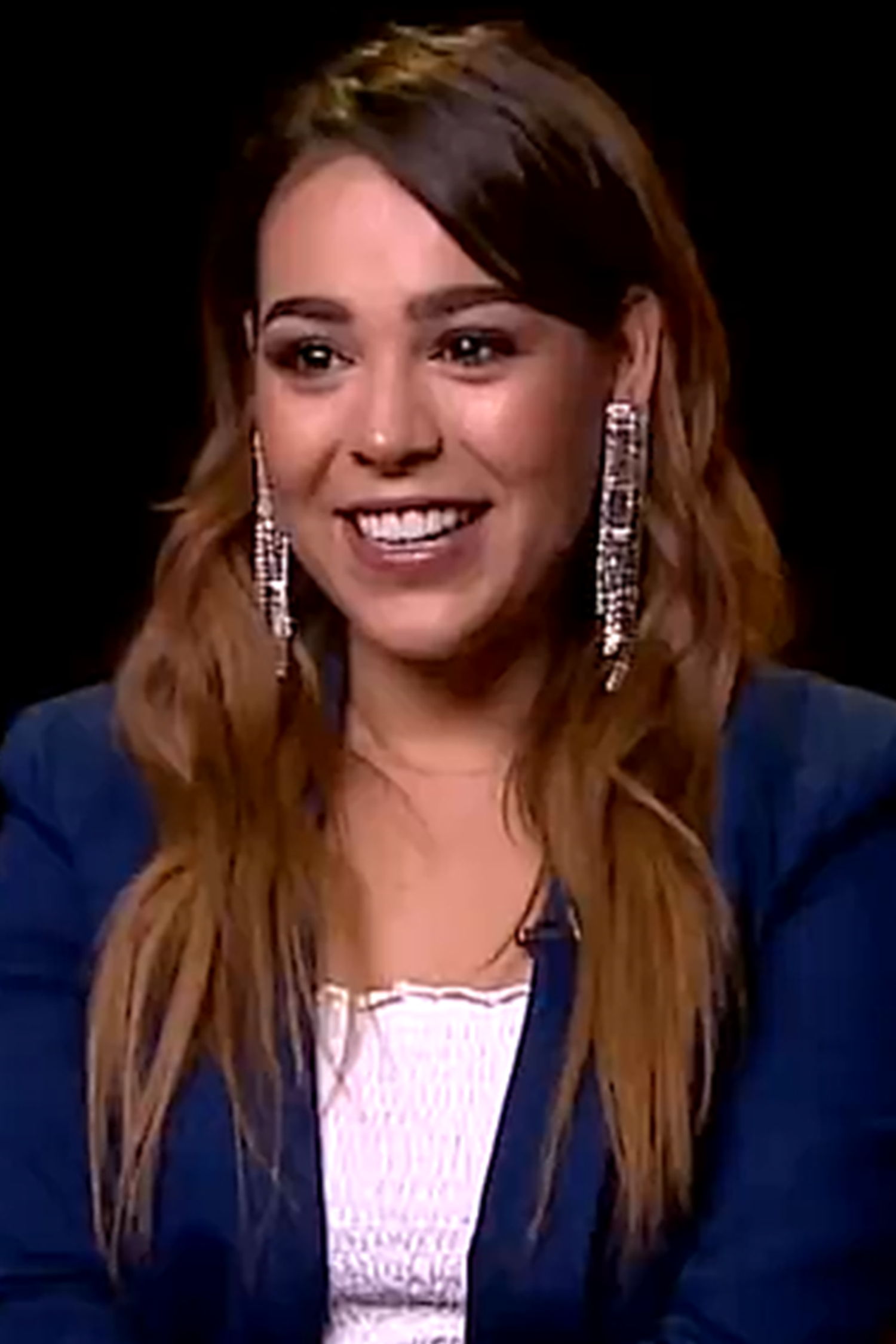
Danna Paola (2018)

Danna Paola Rivera Munguía (* 23. Juni 1995 in Mexiko-Stadt) ist eine mexikanische Sängerin und Schauspielerin.

## Leben und Wirken
Ihren ersten TV-Auftritt hatte sie in einer mexikanischen Fernsehserie „Plaza Sésamo“. Mit fünf Jahren übernahm sie die Rolle der Lupita Lerma in der Mini-TV-Serie Rayito de Luz. Bekannt wurde sie durch die mexikanische Telenovela María Belén in der sie in über 100 Folgen an der Seite von Nora Salinas die Titelrolle spielte. Die Telenovela wurde in über 73 Ländern ausgestrahlt. Zudem sang sie zusammen mit Rabanitos Verdes den Titelsong der Serie.
2000 brachte sie ihr erstes Album heraus. Im darauf folgenden Jahr spielte sie in der mexikanischen Telenovela Vivan los Ninos, musste jedoch aufgrund einer Krankheit die Serie vorzeitig verlassen.
Es folgte 2004 die Hauptrolle in Amy, la niña de la mochila azul, in der sie die meisten der in der Serie vorkommenden Titel selbst einsang. Diese erschienen schließlich auch auf zwei CDs unter dem Titel der Fernsehserie. Die Telenovela hatte insgesamt 115 Folgen.
Basierend auf der Serie entstand ein Musical, im Rahmen dessen Munguía mit einem Teil der anderen Darsteller live in mehreren Städten Mexikos auftrat. Zur gleichen Zeit brachte sie ihr zweites offizielles Album auf den Markt. Nach dem Erfolg der Serie spielte sie am Theater für sechs Monate die Hauptrolle in dem Musical Anita, la Huerfanita.
2005 erschien ihr drittes Album Chiquita pero Picosa. Die gleichnamige Singleauskopplung kletterte bis auf Platz 22 der US-Billboard Charts. Daraufhin erhielt Munguía die Hauptrolle in einer neuen Telenovela, Pablo y Andrea. Das damals 10-jährige Mädchen spielte die Rolle der Andrea. Für diese Serie gewann sie unter anderem den „Tv y Novelas Award“ als beste Kinderdarstellerin. Sie sang auch den Titelsong ein. Aufgrund des Erfolgs ihrer Alben kam 2005 die CD, namens Canta como Danna Paola auf den Markt.
Ein erstes Livekonzert von Danna Paola im „Metropolitan Teatro“ in Mexiko erschien später auch auf DVD. Im Juni 2007 folgte ein weiteres Album, im Rahmen dessen auch ein erstes offizielles Musikvideo entstand. Ende 2007 hatte sie im Spielfilm Arráncame la Vida  eine kleine Nebenrolle.
Anfang 2008 begann sie an der Telenovela Querida Enemiga zu arbeiten, in der sie die Bettina spielte. 2008 wurde sie zum zweiten Mal für den „TV y Novelas Award“ als beste Kinderschauspielerin nominiert.
2009 bis 2010 spielte sie in der Telenovela Atrévete a soñar. Zu der Serie wurde 2009 eine CD veröffentlicht, die Doppelplatinstatus erreichte. Die meisten Titel wurden von Danna Paola gesungen. Danna Paola hatte Erfolg mit dem Titelsong Mundo de Caramelo. 2009 bis 2010 fand eine nationale Tour im Rahmen der Serie statt. 2009 wurde Danna Paola erneut bei den „TV y Novelas Awards“ nominiert.
Kurz vor ihrem 14. Geburtstag erschienen Fotos von ihr in der Zeitschrift „Quien“. Diese sorgten für Schlagzeilen, da es sich um Bikiniaufnahmen handelte. 
2010 ging Danna Paola neben der noch andauernden Atrévete a soñar-Tour mit ihren alten Liedern als Solosängerin auf Tour (Tour Caramelo) durch Mexiko. Auch sang sie einige der Lieder, die von Atrévete a soñar stammten. Während dieser Tour nahm sie den Titelsong für den Disney-Film Toy Story III auf.
Von Oktober 2013 bis Januar 2015 spielte eine der Hauptrollen in der mexikanischen Version des Musicals Wicked. 2015 bis 2016 war sie in der Telenovela Quien es Quien als junge Mutter Paloma zu sehen. Von 2018 bis 2020 war Paola als Lu in der von Netflix produzierten Serie Élite zu sehen.

## Diskografie

### Alben
| Jahr | Titel  | Höchstplatzierung, Gesamtwochen, AuszeichnungChartplatzierungen (Jahr, Titel, Platzierungen, Wochen, Auszeichnungen, Anmerkungen) | Höchstplatzierung, Gesamtwochen, AuszeichnungChartplatzierungen (Jahr, Titel, Platzierungen, Wochen, Auszeichnungen, Anmerkungen) | Höchstplatzierung, Gesamtwochen, AuszeichnungChartplatzierungen (Jahr, Titel, Platzierungen, Wochen, Auszeichnungen, Anmerkungen) | Anmerkungen                             |
| Jahr | Titel  | MX | Latin | ES | Anmerkungen                             |
| ---- | ------ | --- | --- | --- | --------------------------------------- |
| 2004 | Oceano | — | Latin46 (2 Wo.)Latin | — | Erstveröffentlichung: 23. November 2004 |
| 2020 | Sie7e+ | MX1 ×4Diamant + Vierfachplatin · (19 Wo.)MX                                                                                       | — | — | Erstveröffentlichung: 7. Februar 2020   |
| 2021 | K.O.   | MX— PlatinMX | — | ES81 (1 Wo.)ES | Erstveröffentlichung: 13. Januar 2021   |

grau schraffiert: keine Chartdaten aus diesem Jahr verfügbar
Weitere Alben
- 2000: Mi globo azul
- 2004: Amy, la niña de la mochila azul Vol. 1
- 2004: Amy, la niña de la mochila azul Vol. 2
- 2005: Anita, la huerfanita
- 2005: Chiquita pero picosa
- 2005: Pablo y Andrea
- 2005: Canta como Danna Paola
- 2007: Danna Paola
- 2009: Atrévete a soñar Volumén 1
- 2009: Atrévete a soñar Volumén 1.5
- 2009: Atrévete a soñar Volumén 2
- 2009: Atrévete a soñar – En concierto
- 2024: Childstar (MX: Platin)

### Singles
| Jahr | Titel Album                    | Höchstplatzierung, Gesamtwochen, AuszeichnungChartsChartplatzierungen (Jahr, Titel, Album, Platzierungen, Wochen, Auszeichnungen, Anmerkungen) | Anmerkungen                                                              |
| Jahr | Titel Album                    | ES | Anmerkungen                                                              |
| --- | ------------------------------ | --- | ------------------------------------------------------------------------ |
| 2021 | Santería Akelarre              | ES15 Platin · (19 Wo.)ES | Erstveröffentlichung: 28. August 2020 mit Lola Índigo & Denise Rosenthal |
| 2021 | Vuelve, vuelve 20 Años Contigo | ES76 Platin · (16 Wo.)ES | Erstveröffentlichung: 16. April 2021 David Bisbal feat. Danna Paola      |
| 2021 | Idiota ¿A dónde vamos?         | ES72 Platin · (1 Wo.)ES | Erstveröffentlichung: 3. Juni 2021 · mit Morat; MX: ×3Dreifachgold       |
| Folgende Lieder erschienen nicht als Single, wurden aber durch das Album zum Download und Streaming bereitgestellt und konnten somit eine Platzierung erlangen: |                                | |                                                                          |
| |                                | |                                                                          |
| 2023 | Aqyne Alpha                    | ES33 Platin · (10 Wo.)ES | mit Aitana                                                               |

Weitere Singles
- 2019: Mala fama (MX: ×4×7Vierfachdiamant + Siebenfachgold , US: ×2Doppelplatin (Latin) , ES: Gold)
- 2019: Oye pablo (MX: ×2Doppeldiamant , US: Platin (Latin))
- 2020: Nada (mit Cali & El Dandee, MX: ×3Dreifachplatin , US: ×4Vierfachplatin (Latin) , ES: Platin)
- 2020: Sodio (MX: ×7Siebenfachgold )
- 2020: No bailes sola (mit Sebastián Yatra, MX: Platin, US: Platin (Latin), ES: Gold)
- 2020: Subtİtulos (mit Lasso, MX: ×3Dreifachgold )
- 2021: Friend De Semana
- 2021: Sola
- 2021: Amor ordinario
- 2021: TQ y Ya
- 2021: Contigo
- 2021: Calla Tú
- 2022: XT4S1S (MX: ×5Diamant + Fünffachgold )
- 2023: 1trago (MX: Platin)
- 2023: Tenemos que hablar (MX: Gold)
- 2023: Aún te quiero (MX: Gold)

## Auszeichnungen für Musikverkäufe
| Goldene Schallplatte - Argentinien - 2021: für die Single No bailes sola - Brasilien - 2024: für die Single Friend De Semana - Chile - 2020: für die Single No bailes sola - Ecuador - 2021: für das Album K.O. - Peru - 2022: für die Single Friend De Semana - Zentralamerika - 2022: für die Single Idiota - 2023: für die Single XT4S1S Platin-Schallplatte - Argentinien - 2021: für das Album K.O. - Brasilien - 2024: für die Single Mala fama - Peru - 2022: für die Single Sola - 2022: für die Single Amor ordinario - 2022: für die Single TQ y Ya - Zentralamerika - 2020: für das Album Sie7e+ | 2× Platin-Schallplatte - Peru - 2022: für die Single Contigo 4× Platin-Schallplatte - Peru - 2022: für die Single Calla Tú Diamantene Schallplatte - Kolumbien - 2020: für die Single Mala fama 2× Diamantene Schallplatte - Peru - 2022: für die Single No bailes sola |

Anmerkung: Auszeichnungen in Ländern aus den Charttabellen bzw. Chartboxen sind in ebendiesen zu finden.
| Land/RegionAuszeichnungen für Musikverkäufe (Land/Region, Auszeichnungen, Verkäufe, Quellen) | Gold       | Platin       | Diamant       | Verkäufe  | Quellen             |
| -------------------------------------------------------------------------------------------- | ---------- | ------------ | ------------- | --------- | ------------------- |
| Argentinien (CAPIF)                                                                          | Gold1      | Platin1      | —             | 30.000    | Einzelnachweise     |
| Brasilien (PMB)                                                                              | Gold1      | Platin1      | —             | 60.000    | pro-musicabr.org.br |
| Chile (IFPI)                                                                                 | Gold1      | —            | —             | 40.000    | Einzelnachweise     |
| Ecuador (SOPROFON)                                                                           | Gold1      | —            | —             | 3.000     | Einzelnachweise     |
| Kolumbien (ASINCOL)                                                                          | —          | —            | Diamant1      | 100.000   | Einzelnachweise     |
| Mexiko (AMPROFON)                                                                            | 7× Gold7   | 21× Platin21 | 8× Diamant8   | 4.790.000 | amprofon.com.mx     |
| Peru (UNIMPRO)                                                                               | Gold1      | 9× Platin9   | 2× Diamant2   | 186.000   | Einzelnachweise     |
| Spanien (Promusicae)                                                                         | 2× Gold2   | 5× Platin5   | —             | 340.000   | elportaldemusica.es |
| Vereinigte Staaten (RIAA)                                                                    | —          | 8× Platin8   | —             | 440.000   | riaa.com            |
| Zentralamerika (CFC)                                                                         | 2× Gold2   | Platin1      | —             | 80.000    | cfc-musica.com      |
| Insgesamt                                                                                    | 16× Gold16 | 46× Platin46 | 11× Diamant11 |           |                     |